# NGC 5517
NGC 5517 este o galaxie seyfert de tip 2⁠(d) situată în constelația Boarul. A fost descoperită în 20 aprilie 1882 de către Édouard Stephan⁠(d). Se află la o distanță de 121,22 de megaparseci de Pământ.